# Бразевич, Александр Вячеславович
Александр Вячеславович Бразевич (бел. Аляксандр Вячаслававіч Бразевіч; род. 1 июня 1973, Поставы, Витебская область, Белорусская ССР, СССР) — белорусский футболист, полузащитник, футбольный тренер.

## Биография
В детстве организованно не занимался спортом, так как в родном городе не было спортивной школы. В начале 1990-х годов после переезда в Минск недолго выступал за клуб «Атака-Аура» во второй лиге, но завершил игровую карьеру после того, как команда повысилась в классе. Некоторое время работал вне футбола.
На рубеже 1990-х и 2000-х годов начал работать детским тренером. После создания клуба МТЗ-РИПО стал тренером его юношеской команды 1990 года рождения, дважды приводил её к медалям юношеского первенства Беларуси. Параллельно с работой в клубе вошёл в тренерский штаб юношеской сборной Беларуси, где ассистировал Андрею Зыгмантовичу. В 2006 году был включён в штаб основной команды МТЗ-РИПО, ассистировал Эдуарду Малофееву и Андрею Зыгмантовичу. В 2007 году решением владельца команды Владимира Романова тренерский штаб Зыгмантовича и Бразевича переведён в другой подконтрольный ему клуб — литовский «Каунас». С «Каунасом» становился дважды чемпионом страны, обладателем Кубка Литвы, обладателем Кубка Балтийской лиги, дважды участвовал в Лиге чемпионов.
В 2009 году начал самостоятельную работу с взрослыми клубами, возглавив литовский «Таурас». Спустя несколько месяцев получил предложение от белорусской «Сморгони» и решил вернуться на родину. В первой половине 2010 года возглавлял жодинское «Торпедо», вывел команду в финал Кубка Беларуси 2009/10. Затем несколько лет с перерывами тренировал клуб «Ведрич»/«Речица-2014», в промежутках ассистировал главному тренеру «Минска» Вадиму Скрипченко и снова возглавлял «Таурас».
В первой половине 2015 года тренировал «Торпедо» (Могилёв), а во второй половине — «Смолевичи». В декабре 2015 года присоединился к БАТЭ, где работал заместителем генерального директора по селекционной работе и развитию детско-юношеского футбола. В конце 2017 года в течение месяца возглавлял вильнюсский «Жальгирис».
С декабря 2017 года снова тренирует «Смолевичи». По итогам сезона 2018 года команда вылетела из высшей лиги, но в 2019 году вернулась обратно, заняв второе место в первой лиге. В июле 2020 года покинул пост наставника команды.
В октябре 2020 года возглавил ФК «Слуцк».
В июле 2023 года стал главным тренером дзержинского «Арсенала». В августе 2023 года специалист получил тренерскую лицензию категории PRO.
В январе 2024 года стал главным тренером брестского «Динамо».
13 апреля 2025 года покинул пост главного тренера «Кызылжара» (Казахстан, Д1). Бразевич принял команду в январе 2025 года. В 4 турах чемпионата Казахстана она набрала лишь 2 очка.

## Личная жизнь
Увлекается рыбалкой. Супруга Лариса тоже родом из Постав. Сын Артём и дочь Алина.

## Достижения
Тренерские
«Арсенал» Дзержинск
- Победитель Первой лиги: 2023